# NGC 94-1
NGC 94-1 je lećasta galaktika u zviježđu Andromedi. 

## Vanjske poveznice
- (engl.) SEDS: NGC 94
- (engl.) Hartmut Frommert: Revidirani Novi opći katalog
- (engl.) Izvangalaktička baza podataka NASA-e i IPAC-a
- (engl.) Astronomska baza podataka SIMBAD
- (engl.) VizieR
- DSS-ova slika NGC 94
- (engl.) Auke Slotegraaf: NGC 94 Deep Sky Observer's Companion
- (engl.) Courtney Seligman: Objekti Novog općeg kataloga: NGC 50 - 99